# Nordic Vikings (kinesiskt ishockeylag)
Nordic Vikings är ett ishockeylag baserat på nordiska spelare, verksamt i Kina. Det deltog säsongen 2005/2006 i Asia League Ice Hockey (ALIH).

## Historik

### Bakgrund
Tanken bakom Nordic Vikings föddes 2001 av Per-Erik Holmström, VD i Financial Hearings AB, och Tommy Gustafsson, tidigare VD för Svenska hockeyligan, då de undersökte möjligheten att flytta ett NHL-lag till Europa. Deras slutsats år 2003 var att detta inte vid det tillfället var möjligt.

### Asia League Ice Hockey 2005/2006
År 2004 kom istället idén att utveckla ishockeyn i Asien med hjälp av den ishockeykompetens som fanns i Norden, sedan IIHF och Kina visat intresse för detta. En konkret plan togs fram under våren 2005 och den 14 juli 2005 meddelades att Nordic Vikings skulle delta i ALIH säsongen 2005/2006. Svenskfödde japanen Shin Larsson (med elitserie-spel för Leksands IF på meritlistan) blev lagets General Manager. Trots en femteplacering i grundserien och kvartsfinalspel, förlust med 3-1 i matcher mot Oji Eagles, blev det bara en säsong i ALIH.

### 2006 - Nutid
Efter säsongen i ALIH har Nordic Vikings inte deltagit i något seriespel utan istället, mer sporadiskt, deltagit i diverse cuper och turneringsspel. I mars 2008 deltog laget i Hokay-Cup i Peking, vilken man lyckades vinna efter finalvinst mot Nya Zeelands landslag.
I februari 2013 gjorde Nordic Vikings återkomst, efter ett par års inaktivitet, i form av ett ungdomslag som vann två matcher mot lokalt motstånd i Peking. I mars 2014 spelade laget två matcher mot Kinas landslag. Det blev vinst i båda matcherna, med 3-2 och 9-4.
Vid 10-årsjubileet år 2015 hade klubben förutom herrlaget även ett damlag och ett bandylag aktivt. Under mars-april 2015 mötte klubben Kinas landslag i fyra matcher (två herrmatcher och två dammatcher). Vikings gick segrande ur samtliga matcher.